# Nesticus shureiensis
Nesticus shureiensis är en spindelart som beskrevs av Takeo Yaginuma 1980. Nesticus shureiensis ingår i släktet Nesticus och familjen grottspindlar. Inga underarter finns listade i Catalogue of Life.